# Церковь Святого Николая (Риека)
Церковь Святого Николая — одна из церквей Горнокарловацкой епархии Сербской православной церкви. Находится в городе Риека в Хорватии.

## История
Была спроектирована в 1787 году риекским архитектором Игнациом Хенке (хорв. Ignazija Henckea).
10 апреля 1788 года установлен краеугольный камень и началось строительство православной церкви Святого Николая (итал. chiesa dei Greci ortodossi) (фото справа) по эскизам Игнация Хенке и по образцу Соборного храма Горнокарловацкой епархии. 21 сентября 1788 года Хенке вёл переговоры со словенским каменщиком Мати Бринев (хорв. Matijom Brinjevcem) относительно каменных работ, с Антоном Грбчем (хорв. Antonom Grbcem) относительно изделий кузнечной работы и с владельцем местных карьеров Люги Перрети (хорв. Luigi Perreti) относительно закупок камня. 
Уже в 1790. строительные работы были завершены, все, кроме интерьера.
В 1794 году мастер Стивен Конти (ивр. Stjepan Konti‎) из Рибницы (хорв. Ribnica) создает 35 икон для интерьера церкви. 22 августа того же года мастер Никола Янез (хорв. Nikola Janez) поставляет ещё две иконы. В это время в городе проживают уже восемьдесят две семьи православных торговцев. Эта церковь построена на деньги православных сербов, бежавших из Османской империи и поселившихся в городе в 1768 году. При этом строительству препятствовали местные городские власти. В церкви хранятся многочисленные иконы из Боснии и Воеводины.

## Галерея
- Порт Фиуме в 1923 году. В центре кадра — церковь Святого Николая
- Вид с мола через гавань.
- Вид на церковь Святого Николая с улицы Riva.
- Интерьер церкви